# Romana Jordan
Romana Jordan (prej Jordan Cizelj); slovenska fizičarka in političarka, * 8. januar 1966, Celje, Slovenija. 
Med letoma 2004 in 2014 je bila slovenska poslanka v Evropskem parlamentu, kjer je bila članica skupine Evropske ljudske stranke. Za svoje parlamentarno delovanje je prejela tudi za evropsko poslanko leta 2007 v kategoriji energetike. Po politični upokojitvi se je vrnila na Inštitut Jožef Stefan.  

## Zgodnje življenje
Romana je otroštvo preživela v Žalcu in Preboldu v Savinjski dolini. 
Leta je 1990 diplomirala na Fakulteti za elektrotehniko, leta 1994 je na Fakulteti za matematiko in fiziko magistrirala na temo Ocena pogostosti izpustov raziskovalnega reaktorja z verjetnostnimi varnostnimi metodami, leta 2001 pa je na isti fakulteti doktorirala na temo Ocena stanja komponent jedrskih sistemov z uporabo teorije verjetnosti in teorije mehkih množic. Od leta 1990 se na Odseku za reaktorsko tehniko Instituta Jožef Stefan ukvarja z raziskovanjem verjetnostnih varnostnih analiz in mehkih množic. Je članica slovenskega in evropskega društva jedrskih strokovnjakov ter univerzitetnega znanstvenega foruma.

## Politika
Med letoma 1998 in 2002 je bila predsednica nadzornega odbora Občine Domžale. Leta 2004 je bila na listi Slovenske demokratske stranke izvoljena za poslanko v Evropskem parlamentu, kjer je delovala v poslanski skupini Evropske ljudske stranke. Leta 2009 je bila v Evropski parlament izvoljena še enkrat.
V Evropskem parlamentu je bila članica odborov ITRE (Odbor za industrijo, raziskave in energetiko) in ENVI (Odbor za okolje, javno zdravje in varnost hrane). Prav tako pa je bila članica delegacij Evropskega parlamenta za odnose z Turčijo in ZDA. Bila je predsednica Odbora za okolje in prostor pri Strokovnem svetu SDS, članica upravnega odbora in podpredsednica Slovenskega odbora za NATO, članica Svetovalnega odbora Mednarodne ustanove - fundacije za razminiranje in pomoč žrtvam min (ITF), predsednica Upravnega odbora Sklada za financiranje razgradnje Nuklearne elektrarne Krško in odlaganje radioaktivnih odpadkov iz NEK, podpredsednica Evropskega energetskega foruma, članica Društva jedrskih strokovnjakov Slovenije in članica v Evropskem združenju jedrskih društev. 
Leta 2008 je bila predstavnica Evropskega parlamenta na Konferenci Organizacije združenih narodov za klimatske spremembe v Poznańu na Poljskem, naslednje leto pa v Kopenhagnu na Danskem.
Državni zbor jo je marca 2010 razrešil s funkcije v Upravnem odboru Sklada za financiranje razgradnje NEK, saj kljub ugotovitvi Komisije za preprečevanje korupcije, da funkcija ni združljiva s funkcijo evropske poslanke, ni odstopila z enega od teh položajev.
Na državnozborskih volitvah leta 2011 je kandidirala na listi SDS.
Pred predsedniškimi volitvah 2022 je bila vodja volilnega štaba kandidata Anžeta Logarja. Bila je prvopodpisana pod njegovo kandidaturo. Konec maja 2023 je postala podpredsednica novoustanovljenega Logarjevega društva Platforma sodelovanja.
Junija 2023 je izstopila iz Slovenske demokratske stranke.

## Zasebno
Poročena je bila z Leonom Cizljem, ki vodi Odsek za reaktorsko tehniko (R4) na reaktorskem centru Instituta Jožef Stefan v Podgorici. Imata dva sinova. Živi v Ljubljani.

## Nagrade in priznanja
- Častna občanka Občine Prebold[7]
- Prejela je Nagrado za evropsko poslanko 2007, v kategoriji Energija, ki je bila takrat ena izmed 10. kategorij. Nagrado podeljuje parlamentarni časopis The Parliament.[8]
- Zlata vrtnica SDS